# Lubor Tesař
Lubor Tesař (Plzeň, 11 de maig de 1971) va ser un ciclista txec que fou professional del 2000 a 2006. Va començar a competir encara sota bandera de Txecoslovàquia on va guanyar alguns campionats nacionals. Del seu palmarès també destaca la medalla de bronze al Campionat del món en ruta amateur de 1993 darrere de l'alemany Jan Ullrich i el letó Kaspars Ozers.Va participar als Jocs Olímpics d'Estiu de 1992.

## Palmarès en ruta
- 1990
  - Vencedor d'una etapa a la Volta a Àustria
- 1991
  - 1r a la Volta a la Baixa Saxònia i vencedor d'una etapa
  - Vencedor d'una etapa a la Volta a Àustria
- 1992
  - 1r a la Volta a Eslovàquia
- 1993
  - 1r al Campionat de Txecoslovàquia en ruta
  - Vencedor de 3 etapes a la Cursa de la Pau
  - Vencedor d'una etapa a la Volta a Baviera
- 1994
  -  Campió de Txèquia en ruta
- 1999
  - Vencedor d'una etapa a la Volta a Sèrbia
- 2000
  - Vencedor de 2 etapes a la Volta a Sèrbia
- 2001
  - 1r al Poreč Trophy 5
  - Vencedor de 2 etapes al Giro del Cap
  - Vencedor de 2 etapes a la Volta a Aràbia Saudita
- 2002
  - 1r a la Rund um Düren
  - Vencedor de 3 etapes al Tour de Beauce
- 2003
  -  Campió de Txèquia en ruta
  - Vencedor d'una etapa al Tour de Beauce
- 2004
  - 1r a la Volta a Bohèmia i vencedor d'una etapa
  - Vencedor d'una etapa al Giro del Cap
- 2005
  - 1r al Sparkassen Giro Bochum
- 2006
  - Vencedor d'una etapa a la Cursa de la Pau

## Palmarès en pista

### Resultats a laCopa del Món
- 2000
  - 1r a Moscou, en Òmnium